# However Much I Booze
Pour les articles homonymes, voir Booze.
Pistes de The Who by Numbers
Slip Kid Squeeze Box
However Much I Booze est une chanson du groupe britannique The Who, parue en 1975 à la seconde piste de l'album The Who By Numbers.

## Caractéristiques
Cette chanson mélange plusieurs pistes de guitares acoustiques et électriques. L'acoustique joue en introduction un riff très répétitif, bientôt accompagnée par une mélodie rapide jouée par la guitare électrique. Cependant, l'acoustique reste la plus proéminente tout au long de la chanson. Le riff d'introduction est répété plusieurs fois après les couplets et les refrains. On peut entendre un pont central à l'ambiance assez mélancolique, alors que le reste de la chanson peut paraître primesautier, avec une nuance de tristesse. C'est Pete Townshend qui est au chant principal.

Le titre de la chanson peut se traduire par « J'aurai beau picoler », ce qui en dit très long sur l'alcoolisme dont souffrait Pete Townshend à l'époque de l'enregistrement de l'album, problème qui allait le poursuivre encore des années. Les paroles sont extrêmement sombres, dans un exercice d'auto-flagellation particulièrement implacable. Townshend semble se dégoûter lui-même: I'm a faker, a paper clown (« je suis un imposteur, un clown de papier ») ; I just can't face my failure (« je ne peux pas faire face à mon échec »), etc. Le refrain ajoute qu'il n'existe aucun moyen de se sortir de cette terrible situation : There ain't no way out! L'auteur décrit les thématiques de cette chanson ainsi:
« Boire autour des Who est la pire chose que la vie à la hauteur du caniveau peut offrir. La grivoiserie de l'humour, la décadence des quantités mises de côté, l'incroyable libération émotionnelle des éruptions violentes contre d'innocents sofas de chambres d'hôtel; tout cela faisant traverser beaucoup de problèmes à un corps. Mais à la fin de l'orgie, le vrai cancer reste toujours inatteignable, au plus profond du cœur. »
Cette chanson est l'une des plus pessimistes de la discographie des Who. Roger Daltrey aurait apparemment catégoriquement refusé de la chanter, la trouvant beaucoup trop personnelle. On peut penser que le chanteur voulait que le public comprenne que c'était Townshend qui avait un problème d'alcool, et non lui-même. La chanson a été jouée lors des tournées de 1975 en Europe et en Grande-Bretagne, et durant les premières dates de la tournée américaine. Sur scène, Townshend présentait cette chanson en disant qu'il l'avait écrite le lendemain du jour où il arrêta de boire, une décision qu'il ne prit pas avant 1982.